# كأس يوغوسلافيا 1963–64
كأس يوغوسلافيا 1963–64 هو الموسم 17 من كأس يوغوسلافيا. أشرف على تنظيمه اتحاد صربيا لكرة القدم، وكان عدد الأندية المشاركة فيه 2445، وفاز فيه النجم الأحمر بلغراد.